# Bowmore Distillery

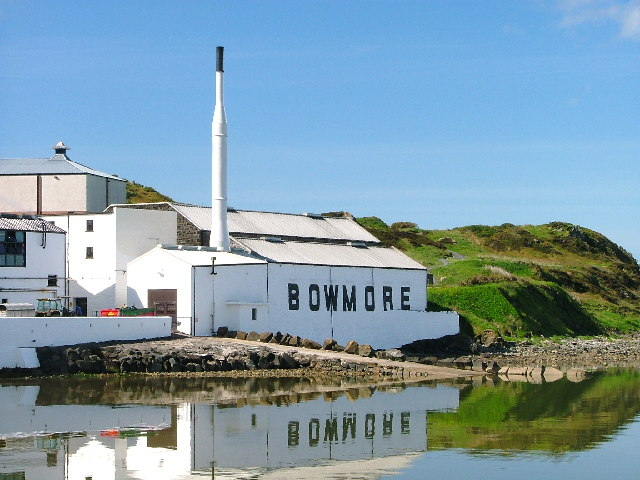
Bowmore Distillery

Bowmore Distillery, Bowmore (skall uttalas ungefär boo-måår, är en transkription från gaeliskans Bogh Mòr, 'stora sjörevet' och skall alltså inte uttalas med engelskt uttal), är ett skotskt destilleri för whisky som grundades 1779. Sedan 1963 ägs Bowmore av Morrison Bowmore Distillers limited, som förutom Bowmore även äger destillerierna Auchentoshan och Glen Garioch. Bolaget är i sin tur dotterbolag till det japanska företaget Suntory som även äger det relativt närliggande (cirka 20 km) destilleriet Laphroaig.
Bowmore är ett av endast sex destillerier i Skottland som fortfarande tillverkar sin egen malt. Whiskyn är av traditionell Islay-typ med stor rökighet.

## Tillverkningen
Det som behövs för att tillverka Bowmores berömda whisky är torv från den stora torvmossen mitt på Islay, vatten från Laggan, och mältat korn. Enligt traditionen ska kornet blötläggas ett par, tre dagar i vattentankar och sedan bredas ut på ett golv för att gro och därmed producera löslig stärkelse som kan omvandlas till socker. På Bowmore eldar man en maltugn under golvet som kornet ligger på så att torvröken stiger upp genom golvet. På så sätt blir kornet konserverat och smaksatt på samma gång. Man krattar och vänder kornet var fjärde timma i sju dygn för att det ska gro jämnt innan det grovmals och blandas med vatten. Då omvandlas stärkelsen till socker. Efter det tillsätts jäst som startar jäsningen som förvandlar sockret till alkohol. Maltwhiskyn destilleras två gånger i pannor av koppar och sedan späds den med vatten till ungefär 65% alkoholhalt. Därpå tappas den på bourbon- eller sherryfat av ek för att få extra färg och smak. Faten placeras sedan i Bowmores 200-åriga lager som ligger tre meter lägre än havsytan. När det blåser kuling kommer det in vatten genom fönsterspringorna och den salta, fuktiga luften bidrar till Bowmore-whiskyns mognad. Enligt lag måste skotsk whisky lagras på fat i minst tre år, men oftast lagras den längre än så (i Bowmores lager finns fat från 1957). 